# (6768) Mathiasbraun
(6768) Mathiasbraun ist ein Asteroid des inneren Hauptgürtels, der am 7. September 1983 vom tschechischen Astronomen Ladislav Brožek am Kleť-Observatorium (IAU-Code 046) in Südböhmen auf dem Kleť in der Nähe der Stadt Český Krumlov entdeckt wurde.
Der Himmelskörper wurde am 23. Mai 2000 nach dem böhmischen Bildhauer Matthias Bernhard Braun (1684–1738) benannt, der eine langjährige Wanderschaft und Lehre absolvierte, ehe er sich 1710 in Prag niederließ. Er schuf zahlreiche Heiligenfiguren und Figurengruppen für Kirchen sowie Skulpturen für Paläste und Gartenanlagen.
Der Asteroid gehört zur Nysa-Gruppe, einer nach (44) Nysa benannten Gruppe von Asteroiden (auch Hertha-Familie genannt, nach (135) Hertha).